# Andrzej Badeński

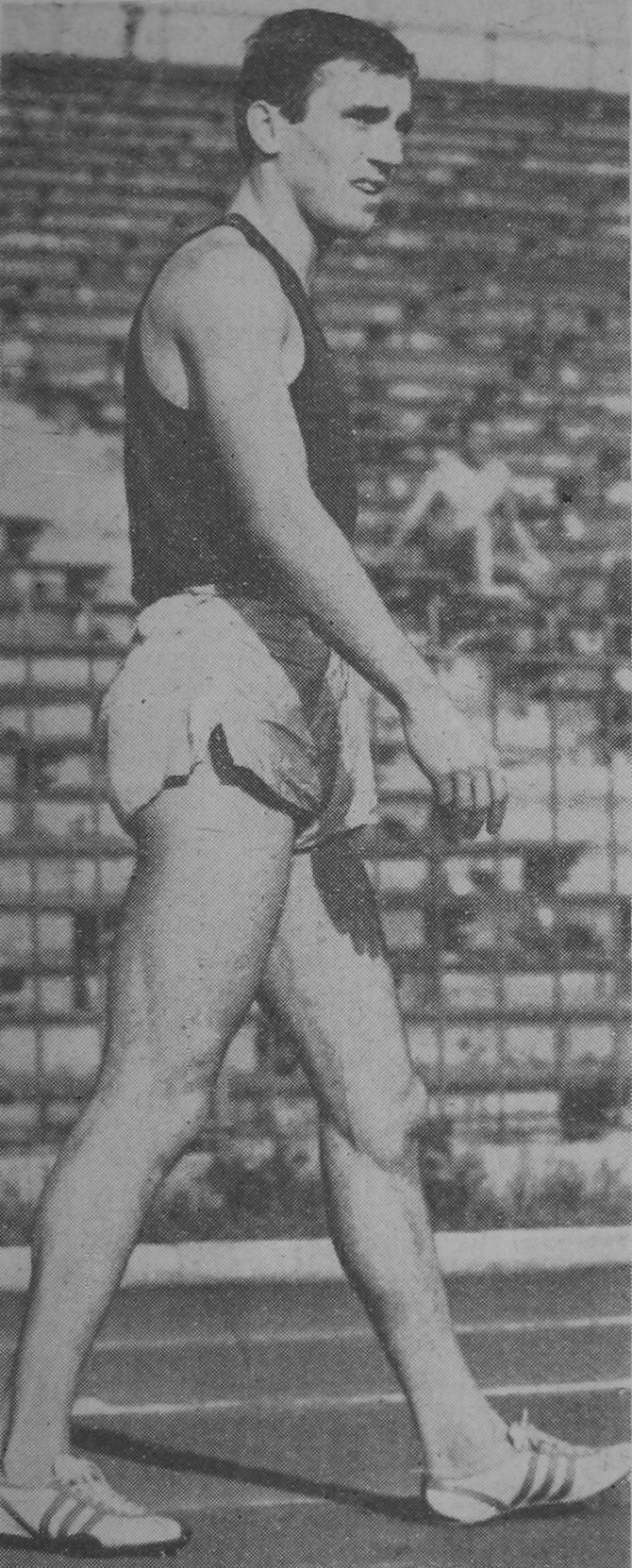
Andrzej Badeński 1964

Andrzej Stanisław Badeński (* 10. Mai 1943 in Warschau; † 28. September 2008 in Bad Schwalbach) war ein polnischer Sprinter und Olympiadritter.
1966 gewann Badeński bei den Europameisterschaften in Budapest im 400-Meter-Lauf Silber in 46,2 s hinter seinem Landsmann Stanisław Grędziński. Drei Tage später fand das Finale in der 4-mal-400-Meter-Staffel statt. In der Besetzung Jan Werner, Edmund Borowski, Badeński und Grędziński gewann die polnische Staffel in der Landesrekordzeit von 3:04,5 min vor den beiden deutschen Stafetten. 1971 gewann Badeński bei den Europameisterschaften in Helsinki nochmals Silber in der Staffel.
1968 und 1971 gewann er jeweils bei den Halleneuropameisterschaften in Madrid und Sofia über 400 Meter, 1970 in Wien gewann er die Silbermedaille.
Bei den Olympischen Spielen 1964 in Tokio gewann er die Bronzemedaille im 400-Meter-Lauf hinter dem US-Amerikaner Mike Larrabee (Gold) und dem Trinidader Wendell Mottley (Silber). Bei den Olympischen Spielen 1968 in Mexiko-Stadt kam er im Einzelwettbewerb auf den siebten und in der Staffel auf den vierten Platz. 1972 in München erreichte er über 400 Meter das Halbfinale und kam mit der polnischen Stafette auf den fünften Platz.
Andrzej Badeński war 1,75 m groß und wog 68 kg. 1974 beendete er offiziell seine sportliche Karriere und lebte seitdem in Deutschland.